# Caladenia
Caladenia är ett släkte av orkidéer. Caladenia ingår i familjen orkidéer.

## Bildgalleri

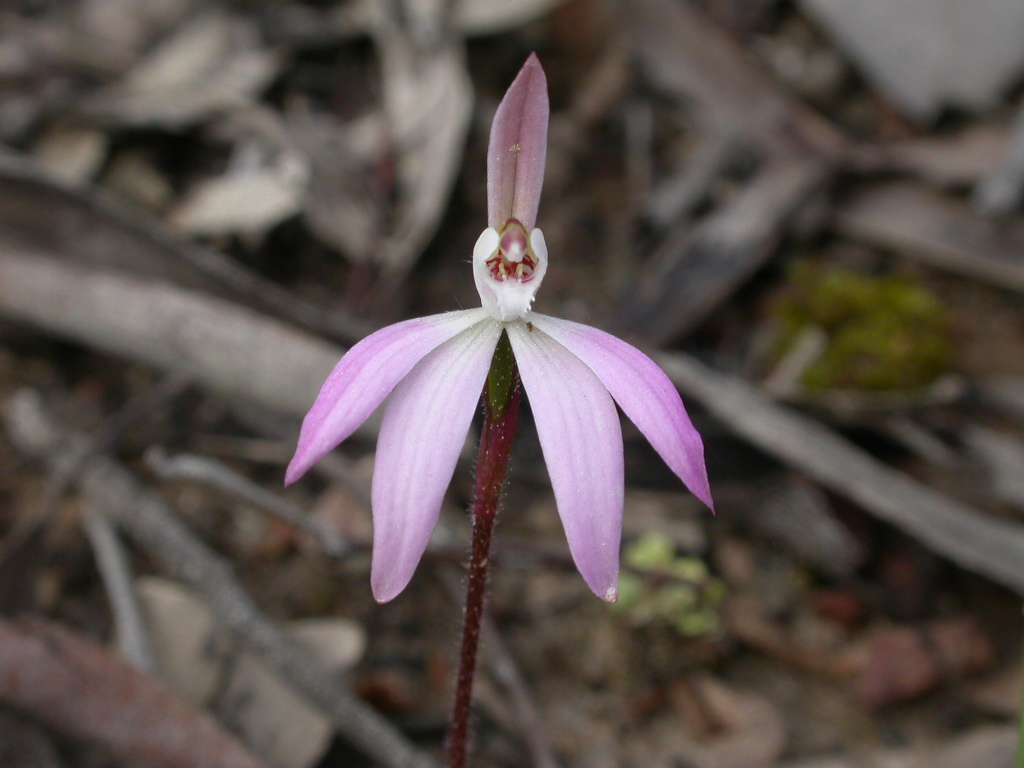
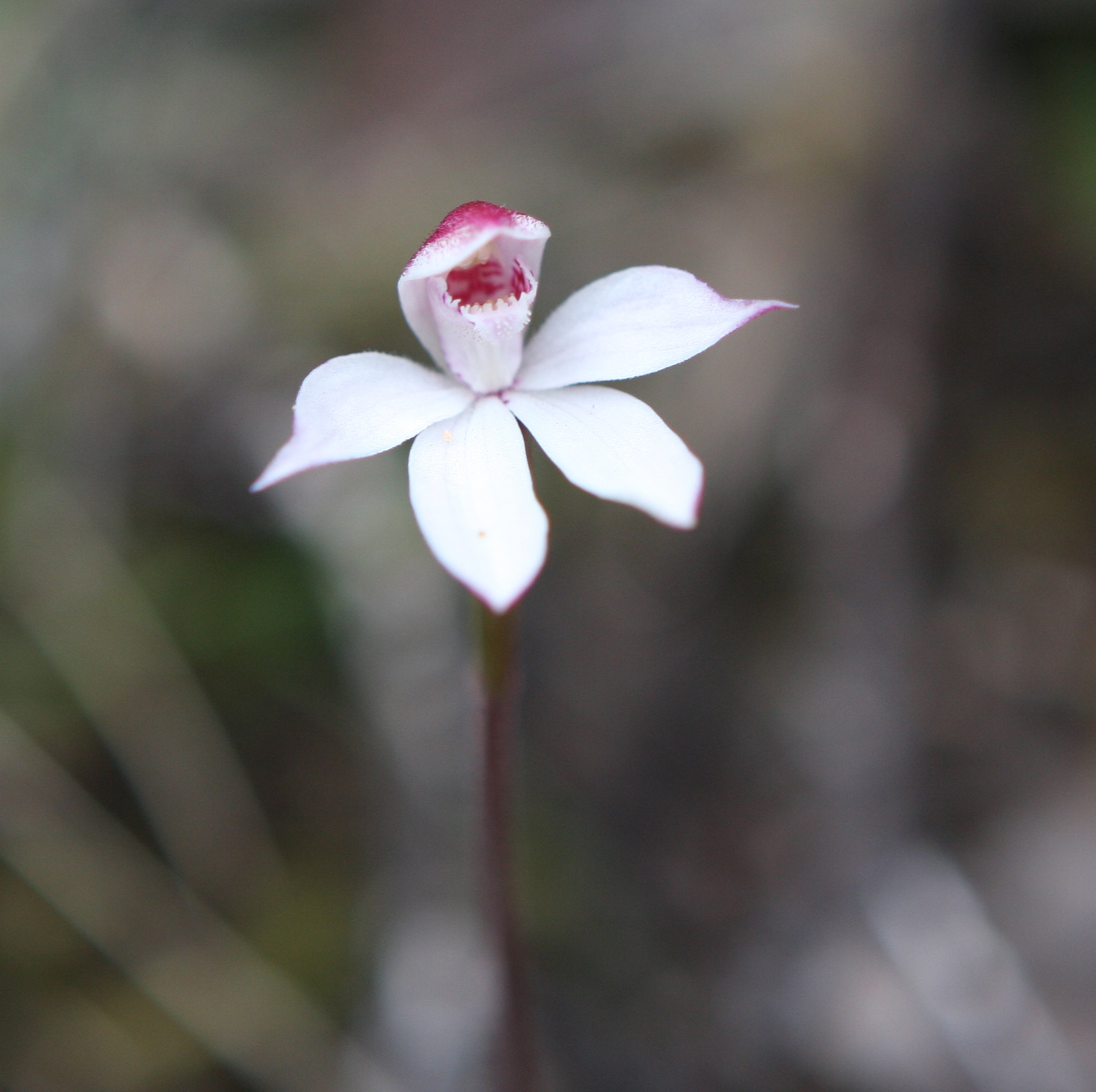
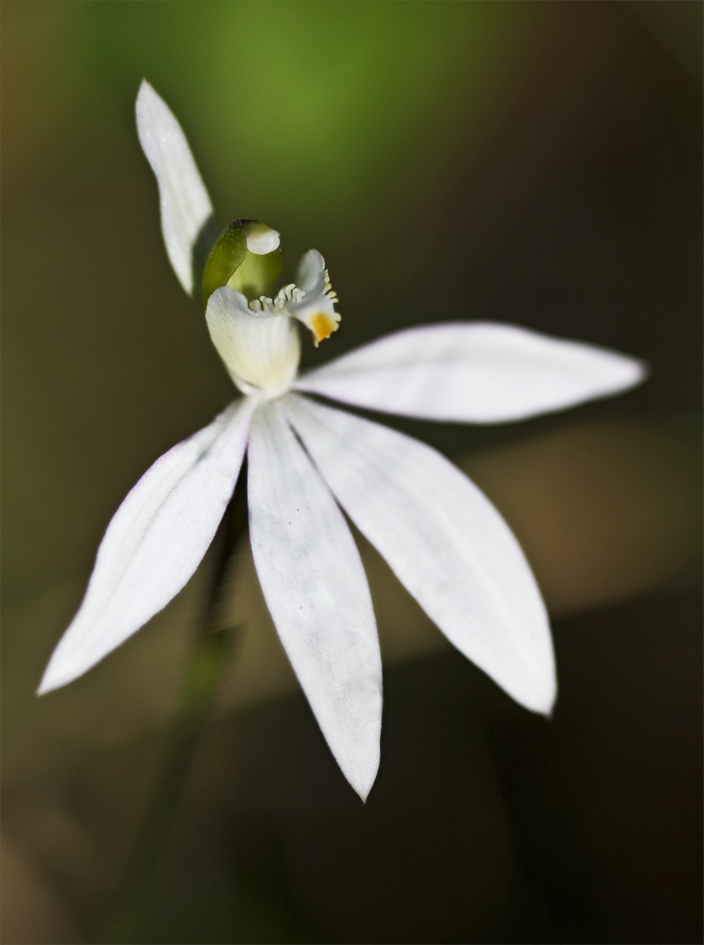
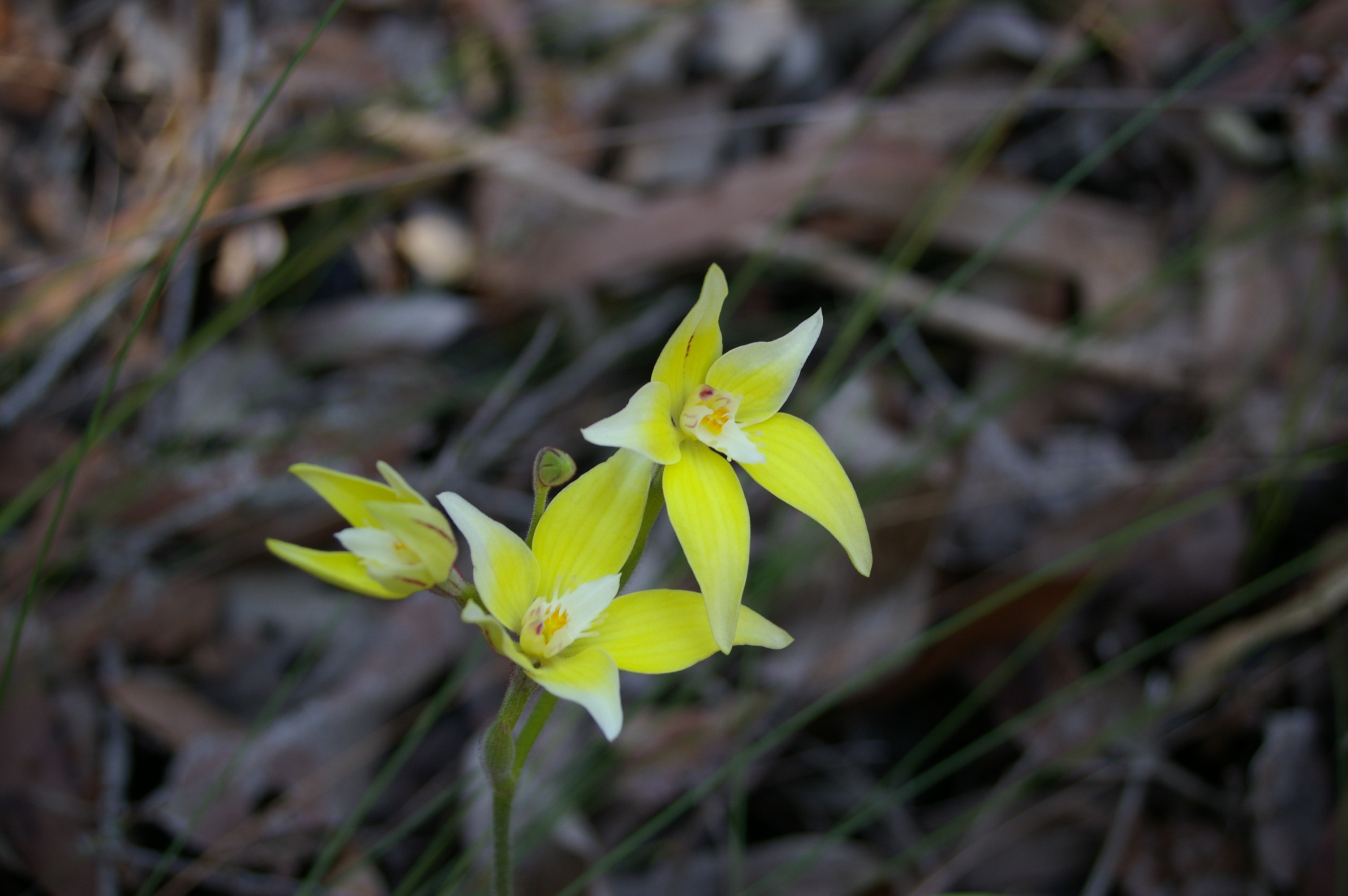
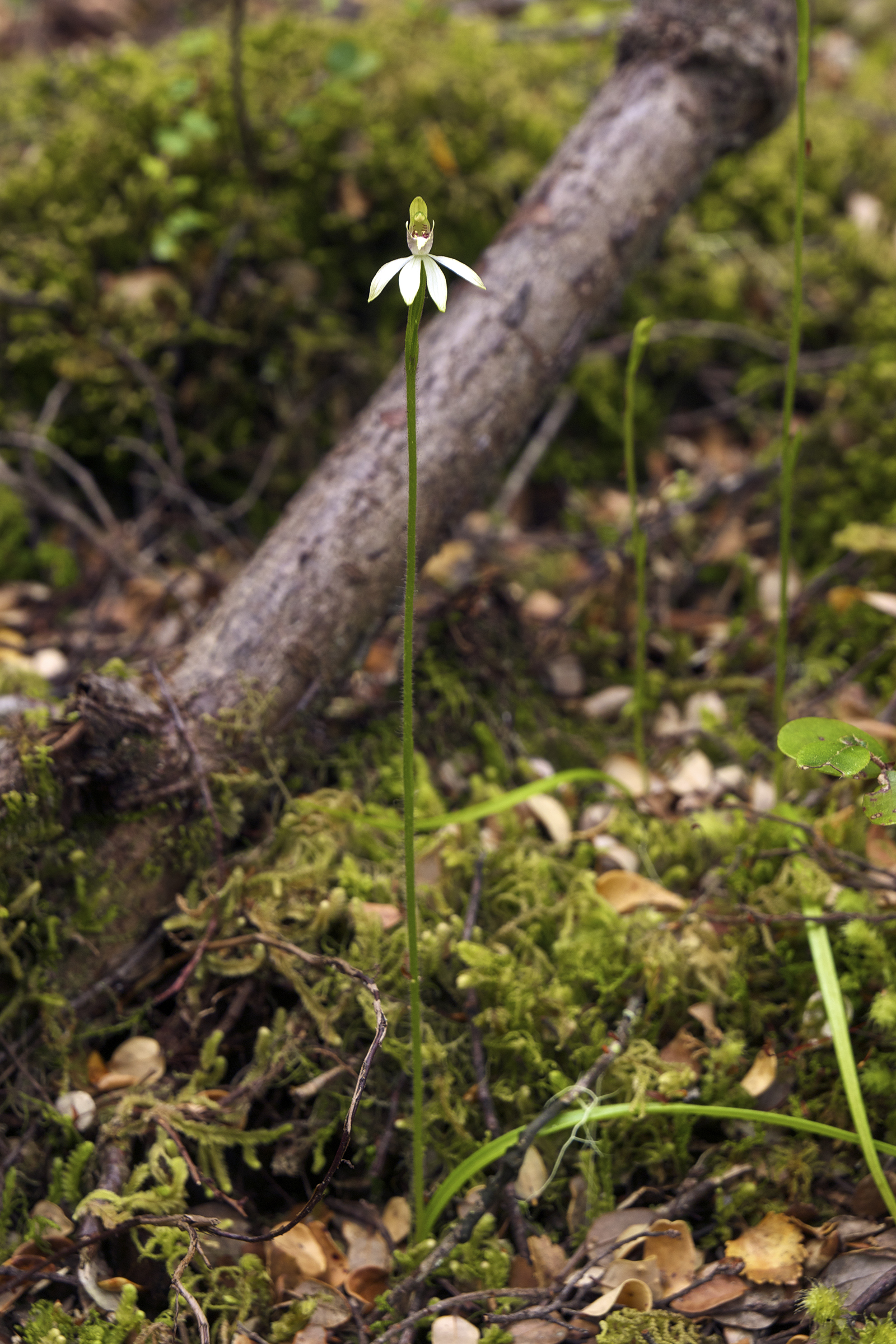
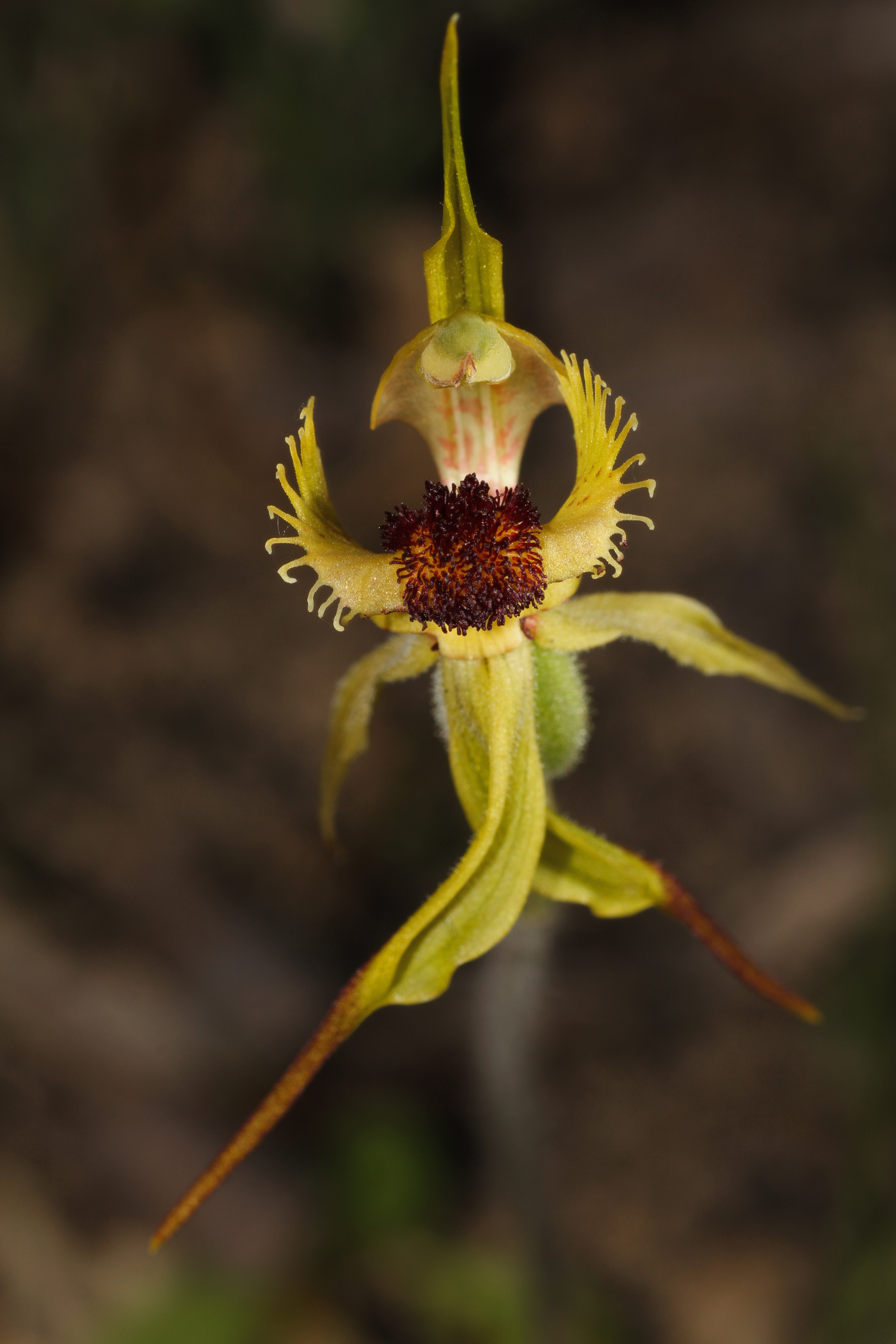

## Dottertaxa tillCaladenia, i alfabetisk ordning[1]
- Caladenia abbreviata
- Caladenia actensis
- Caladenia aestantha
- Caladenia aestiva
- Caladenia alata
- Caladenia amnicola
- Caladenia amoena
- Caladenia ampla
- Caladenia ancylosa
- Caladenia anthracina
- Caladenia applanata
- Caladenia arenaria
- Caladenia arenicola
- Caladenia argocalla
- Caladenia armata
- Caladenia arrecta
- Caladenia atradenia
- Caladenia atrata
- Caladenia atrochila
- Caladenia atroclavia
- Caladenia atrovespa
- Caladenia attenuata
- Caladenia attingens
- Caladenia audasii
- Caladenia aurantiaca
- Caladenia aurulenta
- Caladenia australis
- Caladenia barbarella
- Caladenia barbarossa
- Caladenia bartlettii
- Caladenia behrii
- Caladenia bicalliata
- Caladenia brachyscapa
- Caladenia branwhitei
- Caladenia brevisura
- Caladenia brownii
- Caladenia brumalis
- Caladenia bryceana
- Caladenia busselliana
- Caladenia cadyi
- Caladenia caesarea
- Caladenia cairnsiana
- Caladenia cala
- Caladenia calcicola
- Caladenia callitrophila
- Caladenia calyciformis
- Caladenia campbellii
- Caladenia capillata
- Caladenia cardiochila
- Caladenia carnea
- Caladenia catenata
- Caladenia caudata
- Caladenia chamaephylla
- Caladenia chapmanii
- Caladenia chlorostyla
- Caladenia christineae
- Caladenia citrina
- Caladenia clarkiae
- Caladenia clavescens
- Caladenia clavigera
- Caladenia clavula
- Caladenia cleistantha
- Caladenia coactescens
- Caladenia coactilis
- Caladenia colorata
- Caladenia concinna
- Caladenia concolor
- Caladenia conferta
- Caladenia congesta
- Caladenia corynephora
- Caladenia cracens
- Caladenia crebra
- Caladenia cremna
- Caladenia cretacea
- Caladenia cristata
- Caladenia cruciformis
- Caladenia cruscula
- Caladenia cucullata
- Caladenia curtisepala
- Caladenia decora
- Caladenia denticulata
- Caladenia dienema
- Caladenia dilatata
- Caladenia dimidia
- Caladenia dimorpha
- Caladenia discoidea
- Caladenia dorrienii
- Caladenia douglasiorum
- Caladenia doutchiae
- Caladenia drakeoides
- Caladenia drummondii
- Caladenia dundasiae
- Caladenia echidnachila
- Caladenia elegans
- Caladenia eludens
- Caladenia enigma
- Caladenia ensata
- Caladenia ensigera
- Caladenia ericksoniae
- Caladenia erminea
- Caladenia erythrochila
- Caladenia evanescens
- Caladenia excelsa
- Caladenia exilis
- Caladenia exoleta
- Caladenia exserta
- Caladenia exstans
- Caladenia falcata
- Caladenia ferruginea
- Caladenia filamentosa
- Caladenia filifera
- Caladenia fitzgeraldii
- Caladenia flaccida
- Caladenia flava
- Caladenia flavovirens
- Caladenia flindersica
- Caladenia footeana
- Caladenia formosa
- Caladenia fragrantissima
- Caladenia fuliginosa
- Caladenia fulva
- Caladenia fuscata
- Caladenia fuscolutescens
- Caladenia gardneri
- Caladenia georgei
- Caladenia gladiolata
- Caladenia gracilis
- Caladenia gracillima
- Caladenia graminifolia
- Caladenia grampiana
- Caladenia graniticola
- Caladenia granitora
- Caladenia harringtoniae
- Caladenia hastata
- Caladenia heberleana
- Caladenia helvina
- Caladenia hiemalis
- Caladenia hillmanii
- Caladenia hirta
- Caladenia hoffmanii
- Caladenia horistes
- Caladenia huegelii
- Caladenia hypata
- Caladenia idiastes
- Caladenia incensa
- Caladenia incrassata
- Caladenia infundibularis
- Caladenia insularis
- Caladenia integra
- Caladenia interanea
- Caladenia interjacens
- Caladenia intuta
- Caladenia iridescens
- Caladenia latifolia
- Caladenia lavandulacea
- Caladenia leptochila
- Caladenia leptoclavia
- Caladenia lindleyana
- Caladenia lobata
- Caladenia lodgeana
- Caladenia longicauda
- Caladenia longiclavata
- Caladenia longifimbriata
- Caladenia longii
- Caladenia lorea
- Caladenia lowanensis
- Caladenia luteola
- Caladenia lyallii
- Caladenia macroclavia
- Caladenia macrostylis
- Caladenia magniclavata
- Caladenia magnifica
- Caladenia marginata
- Caladenia maritima
- Caladenia melanema
- Caladenia mentiens
- Caladenia meridionalis
- Caladenia mesocera
- Caladenia microchila
- Caladenia minor
- Caladenia montana
- Caladenia moschata
- Caladenia multiclavia
- Caladenia nana
- Caladenia necrophylla
- Caladenia nivalis
- Caladenia nobilis
- Caladenia nothofageti
- Caladenia occidentalis
- Caladenia oenochila
- Caladenia oreophila
- Caladenia orestes
- Caladenia orientalis
- Caladenia ornata
- Caladenia osmera
- Caladenia ovata
- Caladenia pachychila
- Caladenia pallida
- Caladenia paludosa
- Caladenia paradoxa
- Caladenia parva
- Caladenia patersonii
- Caladenia pectinata
- Caladenia peisleyi
- Caladenia pendens
- Caladenia petrensis
- Caladenia phaeoclavia
- Caladenia pholcoidea
- Caladenia picta
- Caladenia pilotensis
- Caladenia plicata
- Caladenia polychroma
- Caladenia postea
- Caladenia procera
- Caladenia prolata
- Caladenia pulchra
- Caladenia pumila
- Caladenia pusilla
- Caladenia quadrifaria
- Caladenia radialis
- Caladenia radiata
- Caladenia remota
- Caladenia reptans
- Caladenia resupina
- Caladenia reticulata
- Caladenia rhomboidiformis
- Caladenia richardsiorum
- Caladenia rigens
- Caladenia rigida
- Caladenia rileyi
- Caladenia robinsonii
- Caladenia roei
- Caladenia rosella
- Caladenia saccata
- Caladenia saggicola
- Caladenia sanguinea
- Caladenia saxatilis
- Caladenia saxicola
- Caladenia septuosa
- Caladenia serotina
- Caladenia sigmoidea
- Caladenia speciosa
- Caladenia spectabilis
- Caladenia splendens
- Caladenia startiorum
- Caladenia stellata
- Caladenia stricta
- Caladenia strigosa
- Caladenia subtilis
- Caladenia suffusa
- Caladenia sylvicola
- Caladenia tensa
- Caladenia tentaculata
- Caladenia tessellata
- Caladenia testacea
- Caladenia thinicola
- Caladenia thysanochila
- Caladenia tonellii
- Caladenia toxochila
- Caladenia transitoria
- Caladenia triangularis
- Caladenia tryphera
- Caladenia uliginosa
- Caladenia ultima
- Caladenia ustulata
- Caladenia valida
- Caladenia wanosa
- Caladenia variabilis
- Caladenia variegata
- Caladenia venusta
- Caladenia verrucosa
- Caladenia versicolor
- Caladenia whiteheadii
- Caladenia williamsiae
- Caladenia villosissima
- Caladenia winfieldii
- Caladenia viridescens
- Caladenia voigtii
- Caladenia woolcockiorum
- Caladenia vulgaris
- Caladenia vulgata
- Caladenia xantha
- Caladenia xanthochila
- Caladenia xantholeuca
- Caladenia zephyra